# Krapps laatste band
Krapps laatste band is een hoorspel naar het toneelstuk Krapp’s Last Tape (1958) van Samuel Beckett. In een vertaling van Jacoba van de Velde zond de AVRO het uit op donderdag 29 mei 1975, van 14:30 uur tot 15:05 uur. De regisseur was Hero Muller.

## Rolbezetting
- Gees Linnebank (monoloog)

## Inhoud
Krapp is een ouder wordende man die zijn dagboek vastlegt op een bandrecorder. Hij vindt een band, "doos drie, spoel vijf", waarop de stem van zijn jongere ik details vertelt over zijn leven in die tijd. Krapp is bij het beluisteren niet tevreden over zijn jongere ik: hij voelt dat  hij hoogdravend was en verkeerd gerichte eigenschappen had. Krapp luistert in het bijzonder naar zijn jongere ik dat zijn voorbije liefdes opsomt (en misschien zijn seksuele ervaringen, maar dat wordt niet expliciet vermeld), voornamelijk die met één vrouw, op een schuit. Op een nieuwe spoel neemt Krapp ten slotte zijn overpeinzingen op over de ervaring met de beluistering van zijn jongere ik - “Ik heb zojuist geluisterd naar die stomme idioot waarvoor ik mij dertig jaar geleden hield" - alvorens de band van de recorder te rukken...